# 京都勝牛
『京都勝牛』（きょうと かつぎゅう）は京都発祥の牛カツ専門店。

## 概要
京の割烹をコンセプトにした店舗で、明治時代に西洋から紹介されたフライパンで焼き上げるカツレツをアレンジして、油で揚げることで誕生した牛カツを提供する。京素材・国産素材にこだわった牛カツ御膳が魅力。先斗町に本店を構える。株式会社ゴリップが展開する飲食店である。

## 店舗

### 京都府
- 嵐山店
- 河原町蛸薬師店
- 四条河原町店
- 先斗町本店
- 京都駅前店
- 寺町京極店
- 伏見稲荷店
- 祇園八坂店
- 清水五条坂店
- 京都ヨドバシ店

### 埼玉県
- イオンレイクタウンmori店

### 千葉県
- 成田国際空港 JAPAN FOOD HALL店
- 市川ニッケコルトンプラザ店
- イオンモール幕張新都心店
- テラスモール松戸店
- ペリエ千葉店
- ららぽーとTOKYO-BAY店(牛カツと和定食)

### 東京都
- 浅草オレンジ通り店
- セレオ八王子店(牛カツと和定食)
- 武蔵小山店
- ミッテン府中店(牛カツと和定食)
- 東武池袋店(牛カツと和定食)
- 渋谷道玄坂店
- 東京ドーム店
- ヨドバシAkiba店
- 四谷三丁目店
- 吉祥寺北口店
- 新宿小滝橋通店
- 晴海トリトン店
- 原宿明治通り店
- ダイバーシティ東京プラザ店
- 町田店

### 神奈川県
- キュービックプラザ新横浜ぐるめストリート店
- コレットマーレみなとみらい店
- 川崎アゼリア店
- ヨドバシ横浜店
- 鎌倉駅西口店

### 石川県
- クロスゲート金沢店

### 愛知県
- ららぽーと安城店
- メイカーズピア店
- 名古屋伏見店
- イオンモール岡崎店
- プライムツリー赤池店
- ららぽーと名古屋みなとアクルス店

### 大阪府
- 大阪・関西万博店
- 道頓堀中座くいだおれビル店
- なんばウォーク1番街店
- ヨドバシLINKS梅田店
- 梅田店
- アルデ新大阪店
- あべの新宿ごちそうビル店
- なんば千日前店
- ユニバーサル・シティウォーク大阪店
- イオンモール大阪ドームシティ店

### 兵庫県
- ミント神戸店
- 神戸三宮センタープラザ店

### 奈良県
- 近鉄奈良駅前店
- 奈良柏木店
- 奈良公園店

### 岡山県
- さんすて岡山店

### 広島県
- 広島駅前店

### 福岡県
- 小倉駅前店
- 天神西通り店
- みずほPayPayドーム福岡店

### 海外
ゴリップ社は、Starluxe（スターラックス、韓国/ソウル特別市本社、CEO：Simon Park）と韓国における事業展開のためフランチャイズ契約を締結し、韓国での出店を進めている。
- 韓国:全1店舗
- 台湾:全9店舗
- カナダ:全1店舗
- 香港:全1店舗
- タイ:全3店舗
- インドネシア:全5店舗
- シンガポール:全1店舗
- フィリピン:全2店舗